# Stadtarchiv Reutlingen
Das Stadtarchiv Reutlingen sichert die historische Überlieferung der Stadt Reutlingen und macht sie der Öffentlichkeit zugänglich. Rechtliche Grundlage der Archivbenutzung ist die Archivordnung von 1991.

## Bestände
Das Stadtarchiv Reutlingen bewahrt über 4000 laufende Meter historische Unterlagen seit 1298.
- Reichsstädtische Bestände

Die reichsstädtischen Bestände umfassen rund 500 Regalmeter Urkunden, Akten und Amtsbücher. Die Überlieferung der Bändeserien (v. a. Ratsprotokolle, Kaufbücher, Inventuren und Teilungen) setzt in der zweiten Hälfte des 16. Jahrhunderts ein.
- Bestände nach 1803

Die Bestände aus der Zeit nach der Mediatisierung sind durch Bombenschäden zum Teil verloren gegangen.
- Bestände der 12 Reutlinger Bezirksgemeinden

Altenburg, Betzingen, Bronnweiler, Degerschlacht, Gönningen, Mittelstadt, Oferdingen, Ohmenhausen, Reicheneck, Rommelsbach, Sickenhausen und Sondelfingen
- Sammlungsbestände

Bedeutend ist v. a. die Fotosammlung mit mehr als einer Million Einzelaufnahmen.
- Friedrich List-Archiv

Enthält die umfangreiche schriftliche Hinterlassenschaft des 1789 in Reutlingen geborenen Nationalökonomen, Eisenbahnpioniers, Politikers und Publizisten Friedrich List.

## Online-Findmittel
Das Friedrich-List-Archiv kann in einer eigenen Online-Anwendung des Stadtarchivs Reutlingen durchsucht werden.
Die Verzeichnungsdaten zu einigen zentralen und überregional bedeutenden Beständen wurden an das BAM-Portal exportiert und können dort durchsucht werden:
- A 1 Akten aus der Reichsstadtzeit (15.–19. Jahrhundert)
- Stadtschreiberei (frühes 19. Jahrhundert)
- Hochbauamt (ca. 1838–1961)
- Oberbürgermeister Oskar Kalbfell (1923–1979)

## Leiter des Stadtarchivs Reutlingen
- Paul Schwarz (1963–1987)

- Heinz Alfred Gemeinhardt (1987–2012)
- Roland Deigendesch (2012–)